# Conte di Minto
Conte di Minto è un titolo nobiliare inglese nella Parìa del Regno Unito.

## Storia

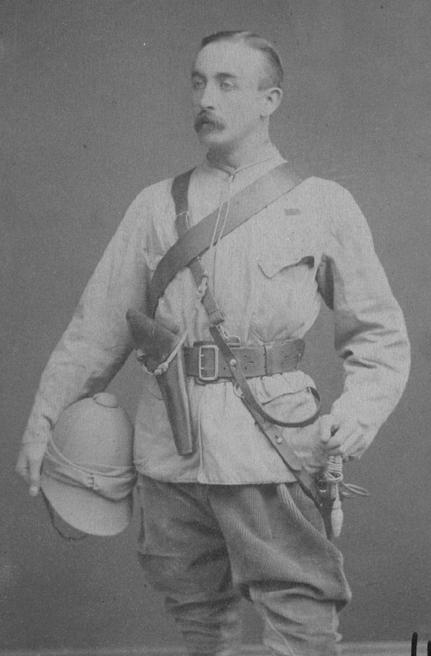
Gilbert Elliot-Murray-Kynynmound,
IV conte di Minto

La famiglia discende dal politico e giudice inglese Gilbert Elliot, che prestò servizio come Lord of Session sotto il titolo giudiziario di Lord Minto. Nel 1700 venne creato baroneto, di Minto nella Contea di Roxburgh, nel Baronettaggio di Nuova Scozia.
Venne succeduto da suo figlio, Sir Gilbert Elliot, II baronetto. Anch'egli fu un noto giudice e politico della sua epoca e come il padre fu Lord of Session dal 1726 al 1733, nonché Lord of the Justiciary dal 1733 al 1765 e Lord Justice Clerk dal 1763 al 1766. Suo figlio primogenito, il III baronetto, fu Lord dell'Ammiragliato dal 1756 al 1762 e Treasurer of the Navy dal 1767 al 1770. Venne succeduto dal suo primogenito, il IV baronetto, il quale fu un noto diplomatico, politico ed amministratore coloniale e prestò servizio come Governatore generale dell'India dal 1807 al 1813. Nel 1797 venne elevato nella Parìa di Gran Bretagna col titolo di Barone Minto, di Minto nella Contea di Roxburgh. Nel 1813 venne onorato anche del titolo di Visconte Melgund, di Melgund nella Contea di Forfar, e Conte di Minto, nella contea di Roxburgh. Questi due ultimi titoli vennero riconosciuti nella Parìa del Regno Unito. Nel 1797 Lord Minto assunse per licenza reale anche i cognomi di Murray-Kynynmound.
Quest'ultimo venne succeduto dal figlio primogenito, il II conte. Questi fu un diplomatico di parte whig nonché Primo Lord dell'Ammiragliato dal 1835 al 1841 e Lord Privy Seal dal 1846 al 1852. Lord Minto venne succeduto dal primogenito, il III conte, il quale sedette in parlamento nelle file dei liberali per le costituenti di Hythe, Greenock e Clackmannanshire. Alla sua morte i suoi titoli passarono al figlio, il IV conte, il quale fu amministratore coloniale e prestò servizio come Governatore Generale del Canada dal 1898 al 1904 e come Viceré d'India dal 1905 al 1910. Attualmente i titoli sono detenuti dal nipote di questo, il VII conte, il quale è succeduto al padre nel 2005.
La sede della famiglia è a Minto, presso Hawick, nel Roxburghshire.

## Baronetti Elliot, di Minto (1700)
- Sir Gilbert Elliot, I baronetto (c. 1650–1718)
- Sir Gilbert Elliot, II baronetto (c. 1693–1766)
- Sir Gilbert Elliot, III baronetto (1722–1777)
- Sir Gilbert Elliot-Murray-Kynynmound, IV baronetto (1751–1814) (creato Barone Minto nel 1797)

## Barone Minto (1797–1813)
- Gilbert Elliot-Murray-Kynynmound, I barone Minto (1751–1814) (creato Conte di Minto nel 1813)

## Conti di Minto (1813)
- Gilbert Elliot-Murray-Kynynmound, I conte di Minto (1751–1814)
- Gilbert Elliot-Murray-Kynynmound, II conte di Minto (1782–1859)
- William Hugh Elliot-Murray-Kynynmound, III conte di Minto (1814–1891)
- Gilbert John Elliot-Murray-Kynynmound, IV conte di Minto (1845–1914)
- Victor Gilbert Lariston Garnet Elliot-Murray-Kynynmound, V conte di Minto (1891–1975)
- Gilbert Edward George Lariston Elliot-Murray-Kynynmound, VI conte di Minto (1928–2005)
- Gilbert Timothy George Lariston Elliot-Murray-Kynynmound, VIII conte di Minto (n. 1953)

L'erede apparente è il figlio dell'attuale detentore del titolo, Gilbert Francis Elliot-Murray-Kynynmound, visconte Melgund (n. 1984).